# Neuaufnahmen in das UNESCO-Kultur- und -Naturerbe 1980
Im Jahr 1980 fanden folgenden Neuaufnahmen in das UNESCO-Kultur- und -Naturerbe statt:

## Welterbe
Auf seiner vierten Sitzung vom 1. bis zum 5. September 1980 in Paris, Frankreich nahm das Welterbekomitee 28 Stätten aus 18 Ländern neu in die Liste des UNESCO-Welterbes auf, darunter 21 Kultur- (K) und sieben Naturerbestätte (N).

### Welterbeliste
Folgende Stätten wurden neu in die Welterbeliste eingetragen:
| Vertragsstaat(en)                    | Bezeichnung | Typ | Ref. | Anmerkungen |
| ------------------------------------ | --- | --- | ---- | --- |

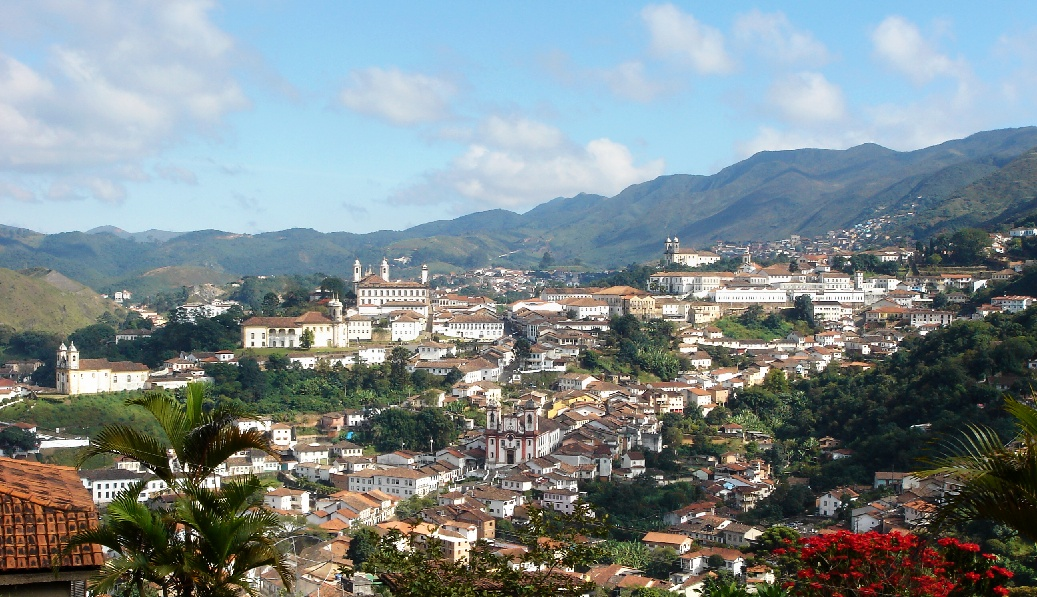
Ouro Preto

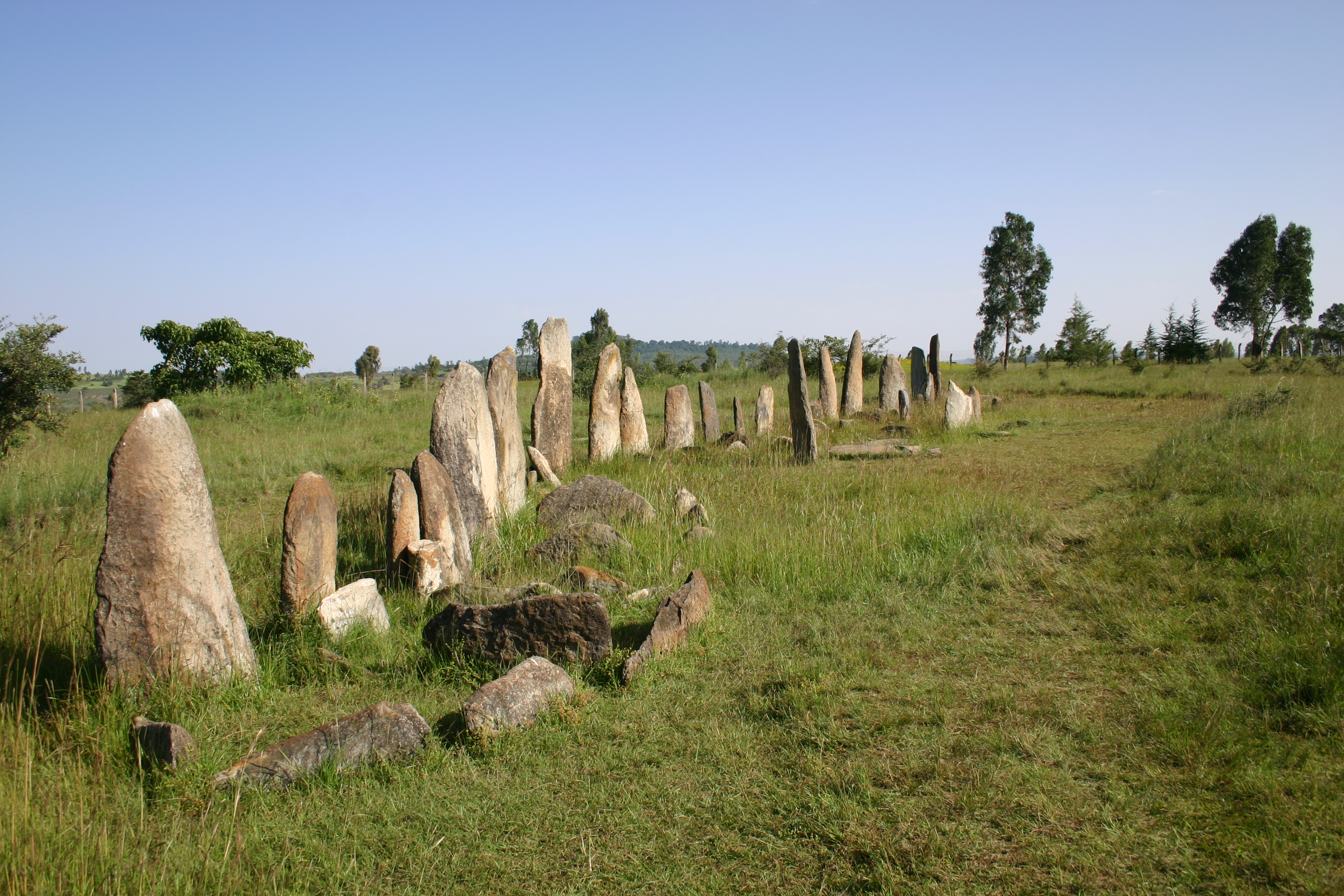
Tiya

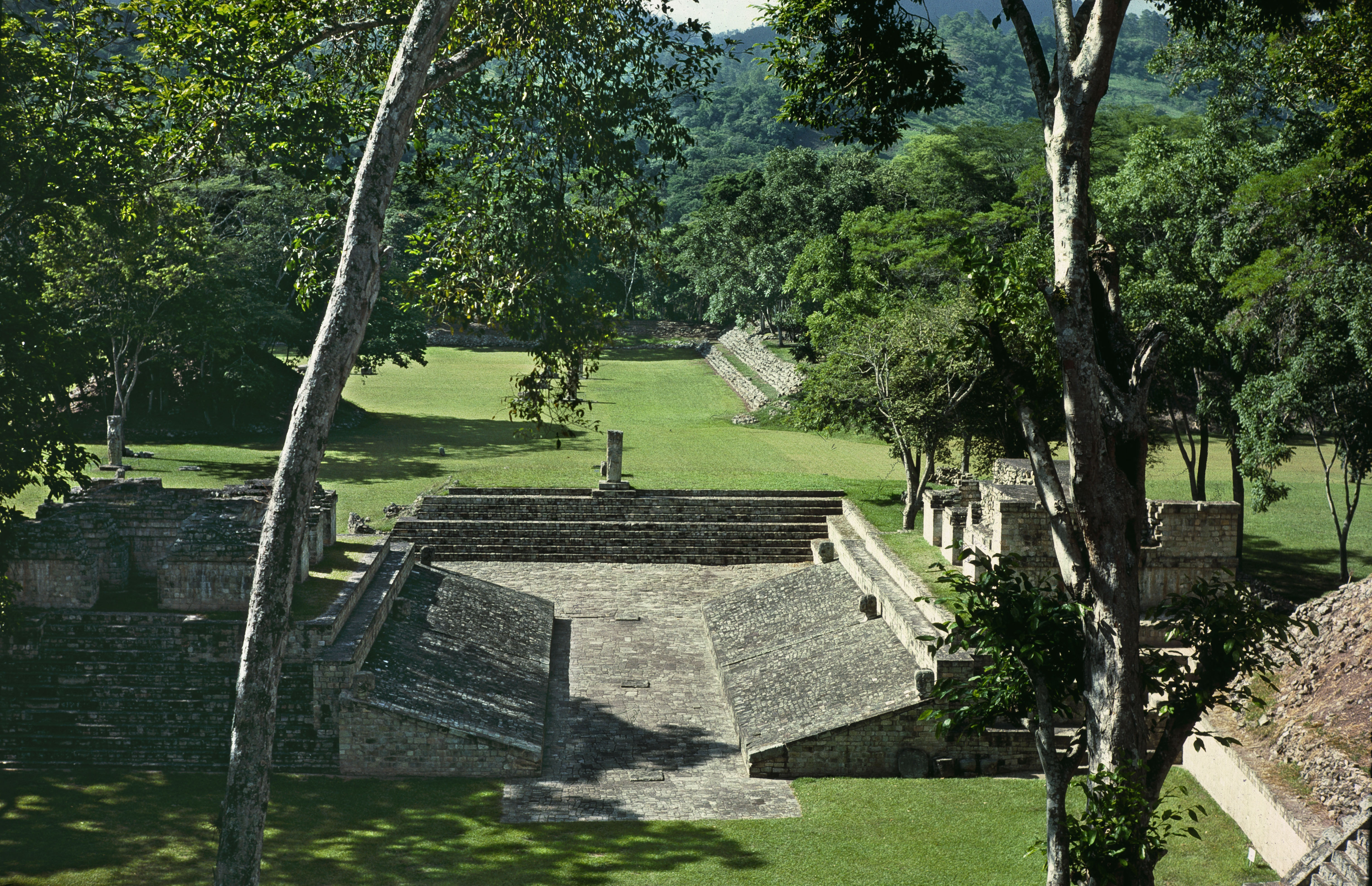
Copan

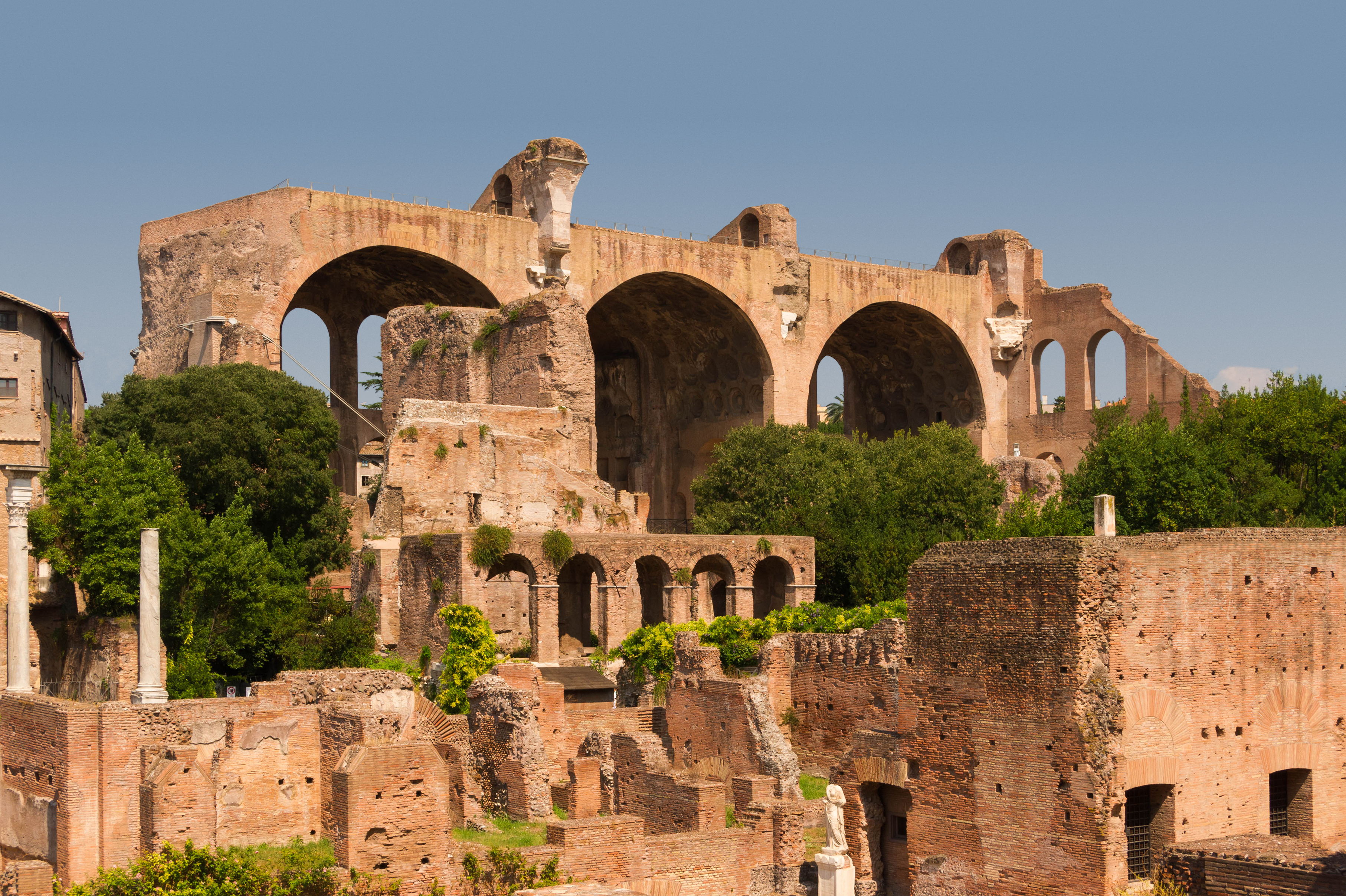
Rom

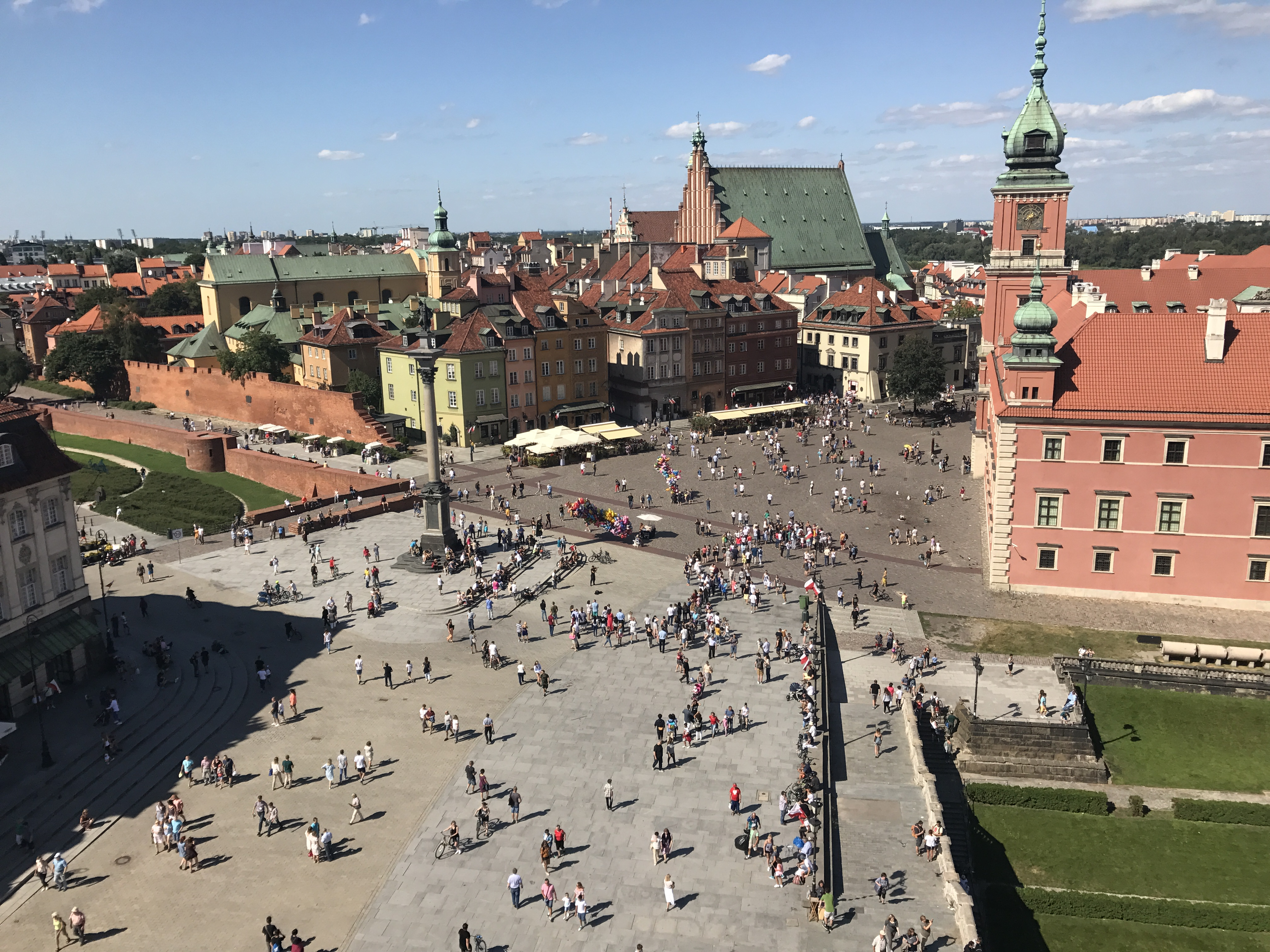
Warschau

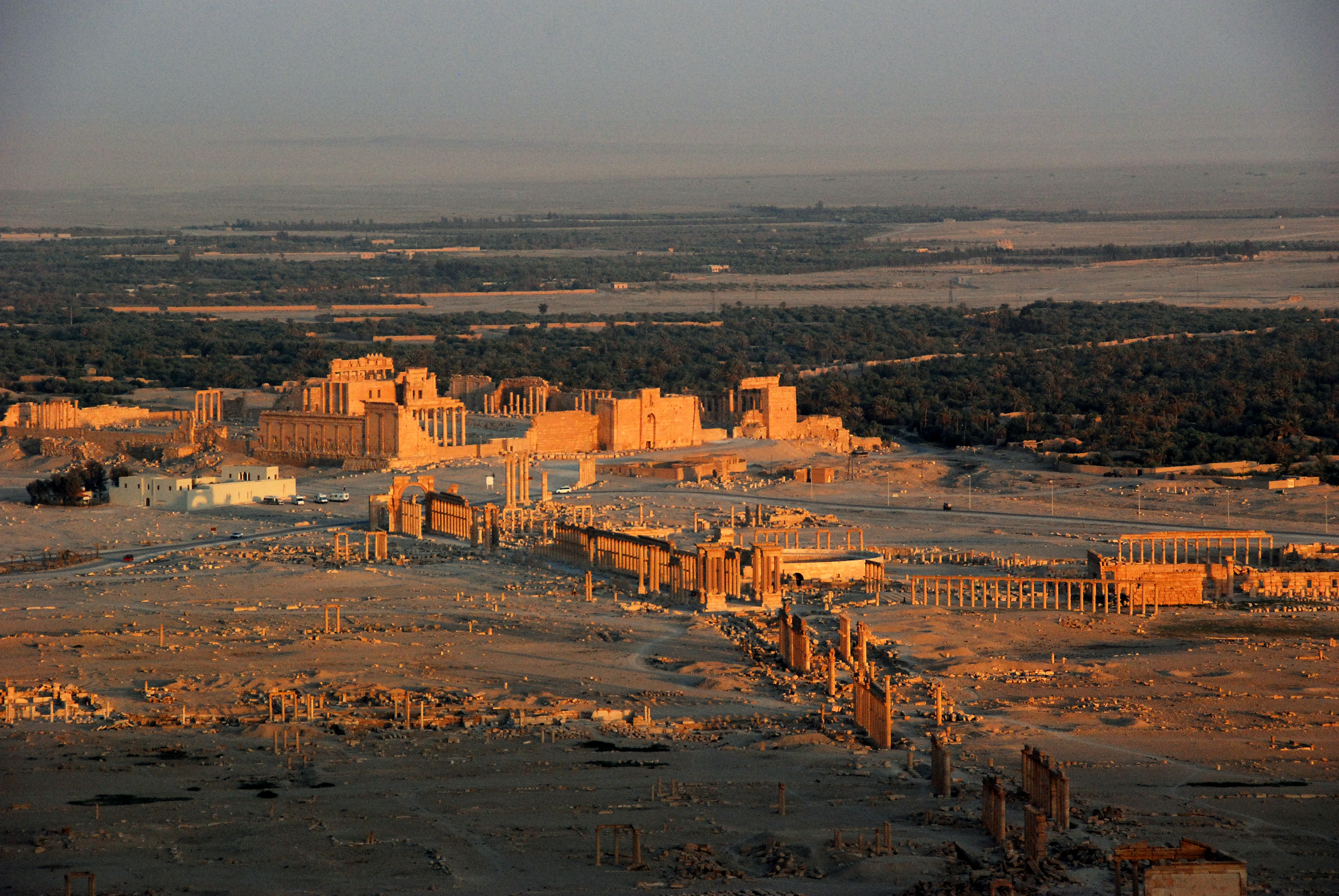
Palmyra

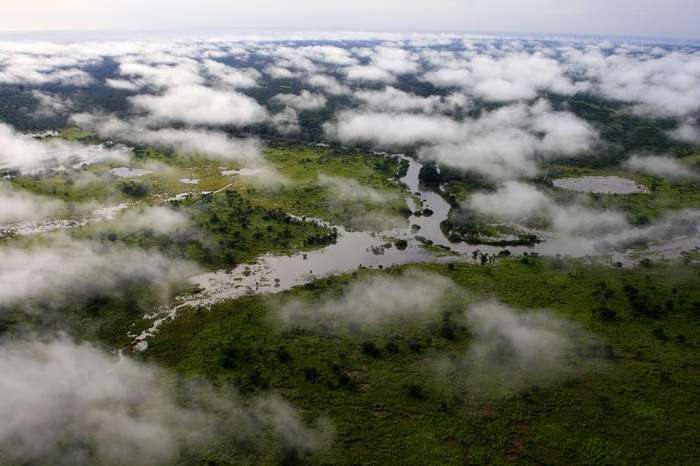
Garamba-Nationalpark

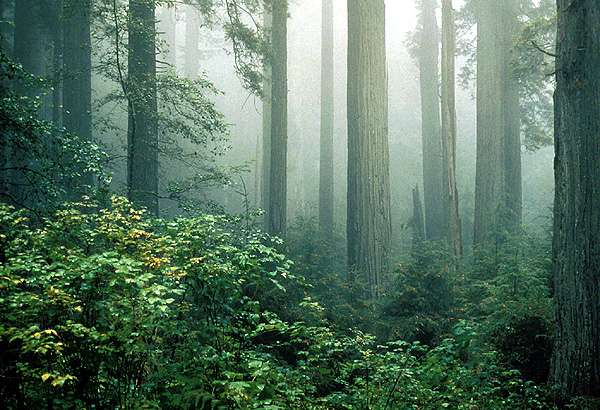
Redwood-Nationalpark

| Algerien                             | Qal’a von Beni Hammad (Lage)                                                                                               | K   | 102  | Ruinen einer Bergfestung aus dem 11. Jahrhundert in der Provinz M'Sila im Norden Algeriens                                                              |
| Äthiopien                            | Unteres Awash-Tal (Lage)                                                                                                   | K   | 10   | Tal am Unterlauf des Flusses Awash, eine der wichtigsten paläontologischen Fundstätten Afrikas, Fundort von Lucy                                        |
| Äthiopien                            | Tiya (Lage) | K   | 12   | reliefierte Stelen mit Symbolen einer alten äthiopischen Kultur                                                                                         |
| Äthiopien                            | Aksum (Lage) | K   | 15   | von der antiken Stadt sind nur noch Ruinen erhalten |
| Äthiopien                            | Unteres Omo-Tal (Lage) | K   | 17   | Tal am Unterlauf des Flusses Omo, prähistorische Fundstätte in der Nähe des Turkana-Sees, älteste Funde des anatomisch modernen Menschen (Homo sapiens) |
| Brasilien                            | Historische Stadt Ouro Preto (Lage)                                                                                        | K   | 124  | |
| Ghana                                | Traditionelle Bauwerke der Aschanti (Lage)                                                                                 | K   | 35   | |
| Honduras                             | Maya-Stätte Copán (Lage)                                                                                                   | K   | 129  | |
| Kanada                               | Burgess-Schiefer-Stätte (Lage)                                                                                             | N   | 133  | wurde später in Zusammenhängende National- und Provinzparks im kanadischen Teil der Rocky Mountains integriert                                          |
| Italien                              | Kirche und Dominikanerkloster Santa Maria delle Grazie in Mailand mit dem „Letzten Abendmahl“ von Leonardo da Vinci (Lage) | K   | 93   | |
| Italien                              | Historisches Zentrum Roms (Lage)                                                                                           | K   | 91   | erweitert 1990 und 2015 |
| Jugoslawien (Montenegro)             | Nationalpark Durmitor (Lage)                                                                                               | N   | 100  | |
| Malta                                | Hypogäum von Hal Saflieni (Lage)                                                                                           | K   | 130  | |
| Malta                                | Stadt Valletta (Lage) | K   | 131  | die kleinste Hauptstadt eines EU-Staates |
| Malta                                | Ġgantija-Tempel (Lage) | K   | 132  | 1992 erweitert zu den Megalithischen Tempeln von Malta                                                                                                  |
| Norwegen                             | Røros (Lage) | K   | 55   | 2010 erweitert |
| Pakistan                             | Archäologische Ruinen in Moenjodaro (Lage)                                                                                 | K   | 138  | |
| Pakistan                             | Taxila (Lage) | K   | 139  | |
| Pakistan                             | Buddhistische Ruinen von Takht-i-Bahi und angrenzende Relikte in Sahr-i-Bahlol (Lage)                                      | K   | 140  | |
| Panama                               | Festungen an der karibischen Küste in Panama: Portobelo-San Lorenzo (Lage)                                                 | K   | 135  | |
| Polen                                | Historisches Zentrum von Warschau (Lage)                                                                                   | K   | 30   | |
| Syrien                               | Palmyra (Lage) | K   | 23   | eine Erweiterung außerhalb der Mauern wurde vorgeschlagen                                                                                               |
| Syrien                               | Antike Stadt Bosra (Lage)                                                                                                  | K   | 22   | |
| Tunesien                             | Nationalpark Ichkeul (Lage)                                                                                                | N   | 8    | |
| Vereinigte Staaten                   | Redwood-Nationalpark (Lage)                                                                                                | N   | 134  | |
| Zaire (Demokratische Republik Kongo) | Nationalpark Garamba (Lage)                                                                                                | N   | 136  | |
| Zaire (Demokratische Republik Kongo) | Nationalpark Kahuzi-Biéga (Lage)                                                                                           | N   | 137  | |
| Zypern                               | Paphos (Lage) | K   | 79   | mit den Überresten der antiken Stadt Paphos |

Für folgende Stätten wurde die Entscheidung über die Eintragung in die Welterbeliste vertagt:
- Deys Palast in Algier, (Algerien, K), die gesamte Kasbah wurde 1992 aufgenommen
- Zitadellen-Quartier von Sétif, (Algerien, K), wurde wieder gestrichen
- National archaeological park of Guayabo de Turrialba, (Costa Rica, K)
- Santa Rosa historic mansion, (Costa Rica, K)
- Ruins of Ujarras, (Costa Rica, K)
- Adulis, (Äthiopien, K)
- Bale Mountain National Park, (Äthiopien, K)
- Abijatta Shalla Lakes National Park, (Äthiopien, K)
- Melka Kontoure, (Äthiopien, K)
- Matara, (Äthiopien, K)
- Yeha, (Äthiopien, K)
- Convent of Santa Giulia-San Salvatore, (Italien, K)
- Town of Djenné, (Mali, K)
- National Park of the Baoulé Loop, (Mali, K)
- Land of the Dogon, (Mali, K)
- Town of Timbuktu, (Mali, K)
- Birni Gazargamu and Gambaru, (Nigeria, K)
- Rock carvings at the Sacred Rock of Hunza and near Gilgit and Chilas, (Pakistan, K)
- Historical Monuments at Thatta, (Pakistan, K)
- Djoudj National Bird Sanctuary, (Senegal, N)
- Aleppo, (Syrien, K)

Endgültig abgelehnt wurden
- Church of Orosi, (Costa Rica, K)
- National Monument at San Jose, (Costa Rica, K)
- National Theatre, (Costa Rica, K)
- Church of Nicoya, (Costa Rica, K)
- Kainji Lake National Park, (Nigeria, N)
- Valley of Heidal, (Norwegen, K)
- Kjerringøy Trading Centre, (Norwegen, K)
- Eidsvoll Building, (Norwegen, K)
- Archaeological ruins at Harappa, (Pakistan, K)
- Edison National Historic Site, (USA, K)